# Accioni
Accioni è un cognome di lingua sarda.

## Varianti
Il cognome non presenta varianti.

## Origine e diffusione
Cognome tipicamente sardo, è presente prevalentemente nella Sardegna meridionale e a Sassari.
Potrebbe costituire una variante campidanese dei cognomi Acciu o Ascione o avere origini italiane.